# هيروثيوس الثاني
هيروثيوس الثاني بطريرك الإسكندرية للروم الأرثوذكس من 1847 الي 1858. ولد في سفنوس . 